# Пери, Уильям, 3-й граф Лимерик
Уильям Хейл Джон Чарльз Пери, 3-й граф Лимерик (англ. William Hale John Charles Pery, 3rd Earl of Limerick; 17 января 1840 — 8 августа 1896) — англо-ирландский пэр и консервативный политик. Он носил титул учтивости — виконт Глентворт с 1844 по 1866 год.

## Происхождение
Родился 17 января 1840 года. Единственный сын Уильяма Пери, 2-го графа Лимерика (1812—1866), и его первой жены Сюзанны Шифф (? — 1841), дочери Уильяма Шиффа. Его мать умерла, когда ему был один год.

## Политическая карьера
5 января 1866 года после смерти своего отца Уильям Пери унаследовал титулы  3-го графа Лимерика ,  3-го виконта Лимерика из города Лимерика,  4-го барона Глентворта из Маллоу и  3-го барона Фоксфорда из Стэкпол-Корта (графство Клэр), заняв своё место на скамье консерваторов в Палате лордов.
С 1886 по 1889 год граф Лимерика занимал должность лорда в ожидании в консервативном правительстве лорда Солсбери. Дважды он занимал пост капитана йоменской гвардии в 1889-1892, 1895 −1896 годах.
Член Тайного совета Великобритании с 1889 года, заместитель лейтенанта и мировой судья, адъютант королевы Виктории. В 1892 году он был награжден Орденом Святого Патрика.
Почётный полковник 5-го батальона Королевских стрелков Мюнстера.

## Семья
Лорд Лимерик был дважды женат. 28 августа 1862 года он женился первым браком на своей кузине Кэролайн Мэри Грей (? — 24 января 1877), дочери преподобного Генри Грея и достопочтенной Эмилли Кэролайн Пери. У супругов был один сын:
- Уильям Генри Эдмонд де Вер Шифф Пери, 4-й граф Лимерик (16 сентября 1863 — 18 марта 1929)[1], старший сын и преемник отца. Был женат с 1890 года на Мэй Имельде Жозефине Ирвин.

20 октября 1877 года лорд Лимерик вторично женился во второй раз на Изабелле Колкухун (? — 10 ноября 1927), дочери Джеймса Чарльза Генри Колкухуна. У супругов было трое детей:
- Леди Флоренс Луиза Беатрис Эстерель Изабель Пери (? — 7 марта 1955)[1], умерла незамужней.
- Леди Мэй Кэтрин Лейла Пери (? — 29 июня 1959)[1], она вышла в 1908 году замуж за капитана Фредерика Льюиса Мейтленда Бутби, от брака с которым у неё было трое детей.
- Эдмунд Колкухун Пери, 5-й граф Лимерик (16 октября 1888 — 4 августа 1967)[1].

## Смерть
Лорд Лимерик скончался в августе 1896 года в возрасте 56 лет, и графство и другие титулы унаследовал его сын от первого брака Уильям. Графиня Лимерик вышла замуж за майора сэра Эдмунда Эллиота (1854—1926) в 1898 году и умерла в ноябре 1927 года.